# Torneo de Valencia 2015
El Valencia Open 250 2015 es un torneo de tenis que se juega en canchas duras bajo techo. Es la 21.ª edición del evento conocido este año como el Valencia Open 500, y es parte de la ATP World Tour 500 serie de 2015. Se llevará entre el 26 de octubre al 1 de noviembre de 2015.

## Distribución de puntos
| Etapa                     | Individuales | Doble |
| ------------------------- | ------------ | ----- |
| Campeón                   | 500          | 500   |
| Finalista                 | 300          | 300   |
| Semifinal                 | 180          | 180   |
| Cuartos de final          | 90           | 90    |
| 2ª ronda                  | 45           | 0     |
| 1ª ronda                  | 0            | –     |
| Clasificados              | 20           | –     |
| 2ª ronda de clasificación | 10           | –     |
| 1ª ronda de clasificación | 0            | –     |

## Cabezas de serie
| Tenista                | Ranking | No. |
| David Ferrer           | 8       | 1   |
| Feliciano López        | 17      | 2   |
| Bernard Tomic          | 18      | 3   |
| Fabio Fognini          | 22      | 4   |
| Benoît Paire           | 23      | 5   |
| Guillermo García-López | 25      | 6   |
| Roberto Bautista Agut  | 27      | 7   |
| Jérémy Chardy          | 29      | 8   |

- Los cabezas de serie, están basados en el ranking ATP del 19 de octubre de 2015.

### Dobles masculinos
| Tenista                              | Ranking | Preclasificada |
| Raven Klaasen Rajeev Ram             | 58      | 1              |
| Łukasz Kubot Leander Paes            | 63      | 2              |
| Feliciano López Max Mirnyi           | 72      | 3              |
| Jonathan Marray Aisam-ul-Haq Qureshi | 87      | 4              |

## Campeones

### Individual Masculino
João Sousa venció a  Roberto Bautista Agut por 3-6, 6-3, 6-4

### Dobles Masculino
Eric Butorac /  Scott Lipsky vencieron a  Feliciano López /  Max Mirnyi por 7-6(4), 6-3